# Punctodora dudichi
Punctodora dudichi är en rundmaskart som beskrevs av Andrassy 1966. Punctodora dudichi ingår i släktet Punctodora och familjen Chromadoridae. Inga underarter finns listade i Catalogue of Life.